# Embraer Phenom 300
De Embraer Phenom 300 is een privéjet uit de Embraer Phenom-series. Het is een verlengde versie van de Embraer Phenom 100 en dient als lichte langeafstandsprivéjet.
Er zijn veel gelijkenissen met de Phenom 100, zoals de cockpit en de stabilo, maar de Phenom 100 heeft geen winglets en de vleugels staan wat meer naar voren gericht.